# Bárbara Hervella y Cano
Bárbara Hervella y Cano, död 1893, var en spansk skådespelare. Hon var engagerad vid de kungliga teatrarna i Madrid, Teatro de la Cruz och Teatro del Príncipe, och tillhörde de mer uppmärksammade scenartisterna under sin samtid. 